# 佛羅里達環球影城

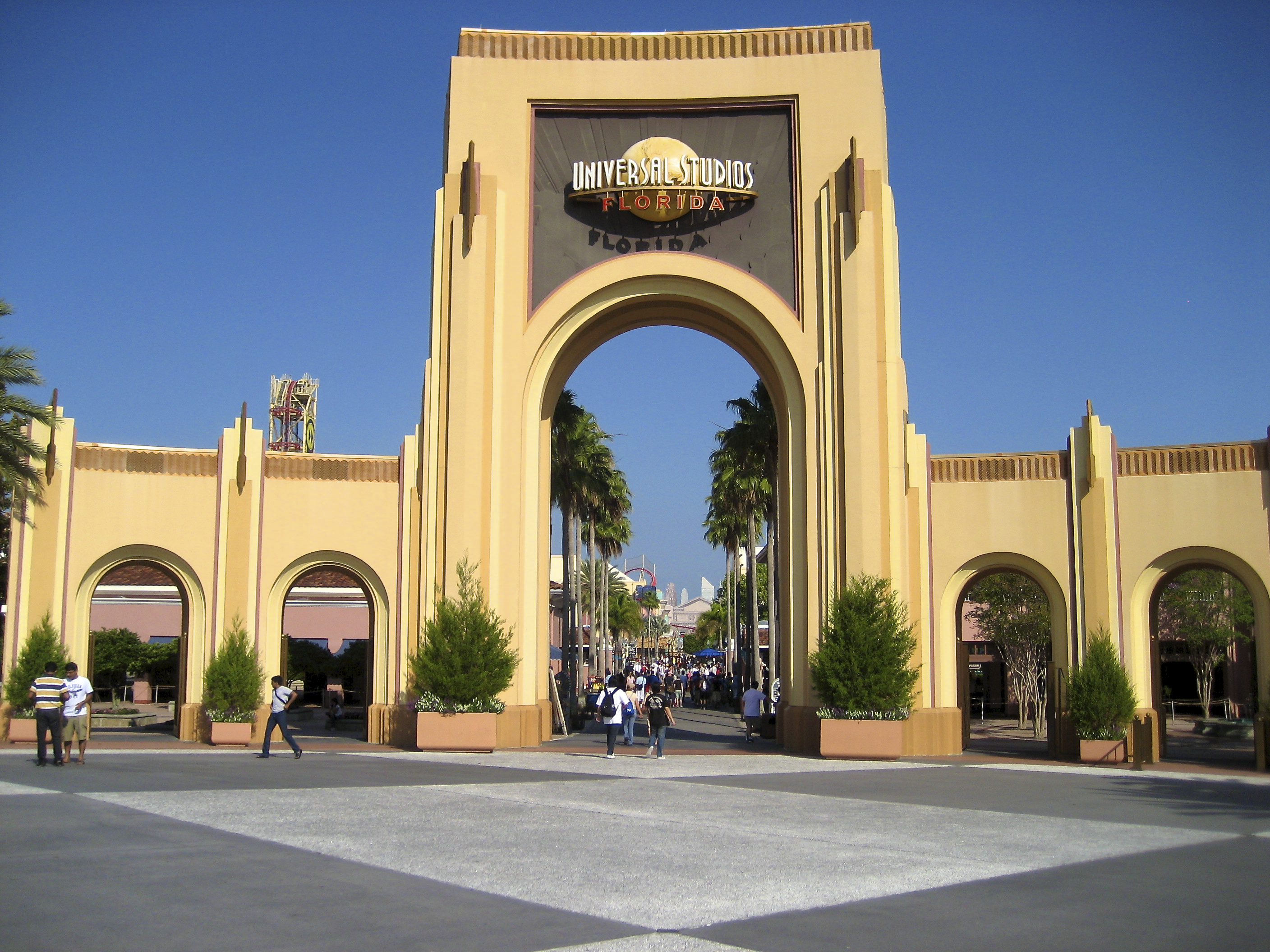
佛羅里達環球影城入口

佛羅里達環球影城（英語：Universal Studios Florida）是一座位於美國佛羅里達州奧蘭多的主題樂園，在1990年6月7日開幕，與加州環球影城逐漸摸索出來的不同，環球影城一開始就是設置為主題公園，不過樂園內的設施主題仍圍繞在娛樂產業，特別是電影和電視作品。佛羅里達環球影城是奧蘭多環球影城度假村的三座樂園之一。
在2010年，佛羅里達環球影城吸引了590萬的訪客，成為美國造訪人數第八多的主題樂園。

## 主題區域
- 製作中心（Production Central）
- 紐約（New York）
- 舊金山（San Francisco）
- 倫敦 / 斜角巷（London/ Diagon Alley）
- 世界博覽會（World Expo）
- 春田（Springfield）
- 啄木鳥伍迪的兒童樂園（Woody Woodpecker's Kidzone）
- 好萊塢（Hollywood）

## 資料來源
1. ↑   (PDF). www.themeit.com. 2011-06-17  [2011-06-17]. （原始内容 (PDF)存档于2011-07-19）.

## 外部連結
- 官方网站
- 佛羅里達環球影城在雲霄飛車資料庫上的頁面

28°28′31″N 81°28′01″W / 28.4752°N 81.4670°W